# Phi X 174

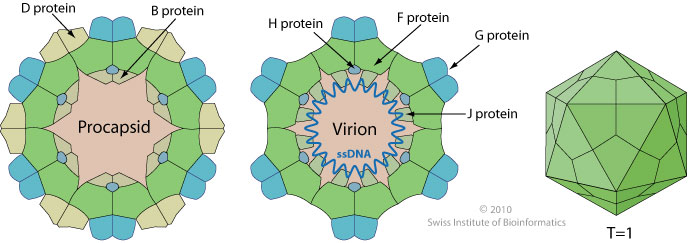
Disegno schematico di un virione del genere Sinsheimervirus (ex Phix174microvirus o Microvirus)

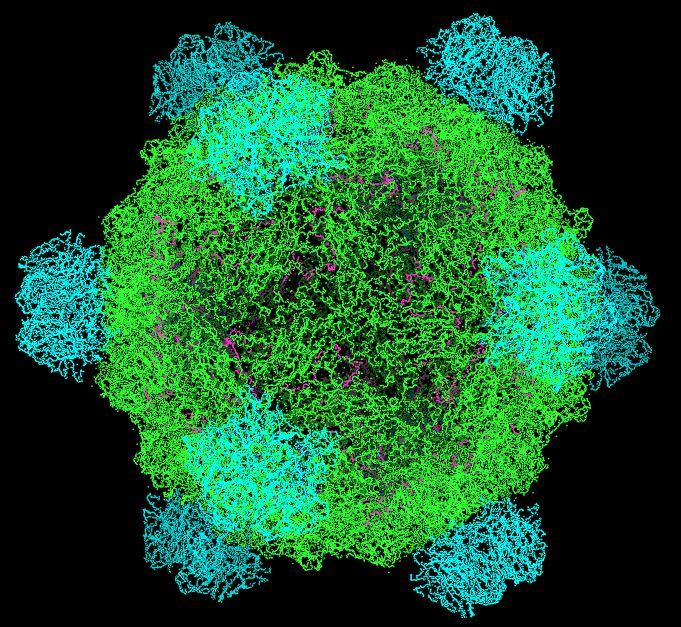
Struttura modello del batteriofago phi X 174

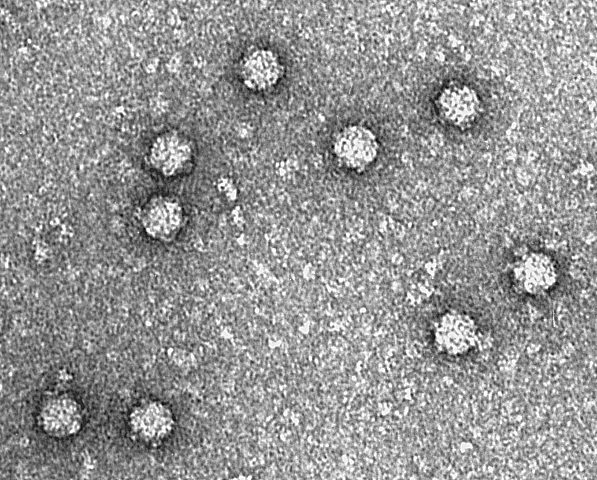
Batteriofago Phi X 174 Micrografia elettronica

Il batteriofago phi X 174 (o ΦX174) è un virus a DNA a filamento singolo (ssDNA) che infetta l'Escherichia coli e il primo genoma a base di DNA ad essere sequenziato. Questo lavoro è stato completato da Fred Sanger e dal suo team nel 1977.  Nel 1962, Walter Fiers e Robert Sinsheimer avevano già dimostrato la circolarità fisica, chiusa in modo covalente del DNA ΦX174. Arthur Kornberg, vincitore del premio Nobel, ha utilizzato ΦX174 come modello per dimostrare innanzitutto che il DNA sintetizzato in una provetta da enzimi purificati potrebbe produrre tutte le caratteristiche di un virus naturale, inaugurando l'era della biologia sintetica. Nel 1972-1974, Jerard Hurwitz, Sue Wickner e Reed Wickner con i collaboratori identificarono i geni necessari per produrre gli enzimi per catalizzare la conversione della forma a singolo filamento del virus nella forma replicativa a doppio filamento.Nel 2003, il gruppo di Craig Venter riferì che il genoma di 17X174 fu il primo ad essere completamente assemblato in vitro da oligonucleotidi sintetizzati.  Anche la particella del virus ΦX174 è stata assemblata con successo in vitro. Recentemente, è stato dimostrato come il suo genoma altamente sovrapposto possa essere completamente decompresso e rimanere ancora funzionale.